# Olympische Sommerspiele 1972/Teilnehmer (Spanien)
| Gelbes Symbol für Goldmedaillen mit stilisierten Olympischen Ringen | Graues Symbol für Silbermedaillen mit stilisierten Olympischen Ringen | Braundes Symbol für Bronzemedaillen mit stilisierten Olympischen Ringen |
| ------------------------------------------------------------------- | --------------------------------------------------------------------- | ----------------------------------------------------------------------- |
| —                                                                   | —                                                                     | 1                                                                       |

Spanien nahm an den Olympischen Sommerspielen 1972 in München mit einer Delegation von 123 Athleten (118 Männer und fünf Frauen) an 59 Wettkämpfen in siebzehn Sportarten teil. Fahnenträger bei der Eröffnungsfeier war der Skirennläufer Francisco Fernández Ochoa, der bei den Winterspielen in Sapporo die Goldmedaille gewann.

## Medaillengewinner

### Bronze
| Name              | Sportart | Wettkampf                  |
| ----------------- | -------- | -------------------------- |
| Enrique Rodríguez | Boxen    | Männer, Halbfliegengewicht |

## Teilnehmer nach Sportarten

### Basketball
Männer
- 11. Platz

- Kader
Wayne Brabender
Francisco Buscató
Carmelo Cabrera
Juan Antonio Corbalán
Miguel Estrada
Jesús Iradier
Clifford Luyk
Enrique Margall
Vicente Ramos
Rafael Rullán
Gonzalo Sagi-Vela
Luis Santillana

### Bogenschießen
| Männer - Emilio Ramos Einzel: 49. Platz | Frauen - María Teresa Romero Einzel: 13. Platz |

### Boxen
Männer
- Alfonso Fernández
Weltergewicht: 2. Runde

- Antonio García
Fliegengewicht: 2. Runde

- Enrique Rodríguez
Halbfliegengewicht: Bronze

- Juan Francisco Rodríguez
Bantamgewicht: Viertelfinale

- Antonio Rubio
Federgewicht: Viertelfinale

### Gewichtheben
Männer
- Francisco Mateos
Leichtgewicht: 14. Platz

### Handball
Männer
- 15. Platz

- Kader
Antonio Andreu
Miguel Ángel Cascallana
Fernando de Andrés
Javier García
Jesús Guerrero
Juan Miguel Igartua
Santos Labaca
Francisco López
Juan Antonio Medina
Juan Morera
Vicente Ortega
José Perramón
José Rochel
José Manuel Taure
José Villamarín

### Hockey
Männer
- 7. Platz

- Kader
José Alustiza
Francisco Amat
Jaime Amat
Juan Amat
Jaime Arbós
Juan Arbós
José Borrell
Jorge Camiña
Luis Carrera
Agustín Churruca
Francisco Fábregas
Jorge Fábregas
Antonio Nogués
Juan Quintana
Ramón Quintana
José Sallés
Francisco Segura
Luis Antonio Twose

### Judo
Männer
- Santiago Ojeda
Schwergewicht: 11. Platz
Offene Klasse: 19. Platz

### Kanu
Männer
- José María Esteban & Herminio Menéndez
Kajak-Zweier, 1000 Meter: Halbfinale

- José María Esteban, Álvaro López, Herminio Menéndez & Javier Sanz
Kajak-Vierer, 1000 Meter: Hoffnungslauf

### Leichtathletik
Männer
- Javier Álvarez
5000 Meter: 10. Platz
10.000 Meter: 12. Platz

- Manuel Carballo
4 × 100 Meter: DNF (Vorläufe)

- Agustín Fernández
Marathon: 39. Platz

- Antonio Fernández
800 Meter: disqualifiziert (Vorlauf)

- Francisco García
200 Meter: Viertelfinale
4 × 100 Meter: DNF (Vorläufe)

- Manuel Gayoso
800 Meter: Halbfinale

- Mariano Haro
5000 Meter: DNF (Finale)
10.000 Meter: 4. Platz

- Carlos Pérez
Marathon: 50. Platz

- José Luis Sánchez
4 × 100 Meter: DNF (Vorläufe)

- Luis Sarría
4 × 100 Meter: DNF (Vorläufe)

- Manuel Soriano
400 Meter Hürden: Vorläufe

### Radsport
Männer
- Francisco Elorriaga
Straßenrennen: 16. Platz

- Miguel Espinós
4000 Meter Einerverfolgung: 17. Platz in der Qualifikation

- Jaime Huélamo
Straßenrennen: disqualifiziert
100 Kilometer Mannschaftszeitfahren: 12. Platz

- Carlos Melero
100 Kilometer Mannschaftszeitfahren: 12. Platz

- Tomás Nistal
Straßenrennen: 54. Platz

- Félix Suárez
Sprint: 2. Runde

- José Teña
100 Kilometer Mannschaftszeitfahren: 12. Platz

- José Viejo
Straßenrennen: 37. Platz
100 Kilometer Mannschaftszeitfahren: 12. Platz

### Reiten
- Luis Álvarez
Springen, Einzel: 43. Platz
Springen, Mannschaft: 7. Platz

- Luis Jaime Carvajal y Salas
Springen, Mannschaft: 7. Platz

- Enrique Martínez
Springen, Einzel: 10. Platz
Springen, Mannschaft: 7. Platz

- Alfonso Segovia
Springen, Einzel: 8. Platz
Springen, Mannschaft: 7. Platz

### Schießen
- Juan Ávalos
Skeet: 45. Platz

- José Luis Calvo
Kleinkaliber, liegend: 64. Platz

- Damián Cerdá
Schnellfeuerpistole: 15. Platz

- Luis del Cerro
Kleinkaliber, liegend: 49. Platz

- Jaime González
Schnellfeuerpistole: 5. Platz

- Miguel Marina
Skeet: 11. Platz

- Severino Requejo
Freie Pistole: 41. Platz

- Ricardo Sancho
Trap: 9. Platz

- Eladio Vallduvi
Trap: 10. Platz

### Schwimmen
| Männer - Pedro Balcells 100 Meter Brust: Vorläufe 200 Meter Brust: Vorläufe 4 × 100 Meter Lagen: Vorläufe - Jorge Comas 100 Meter Freistil: Halbfinale 4 × 100 Meter Freistil: 8. Platz 4 × 100 Meter Lagen: Vorläufe - Antonio Corell 400 Meter Freistil: Vorläufe - Antonio Culebras 4 × 100 Meter Freistil: 8. Platz - Arturo Lang-Lenton 100 Meter Schmetterling: Vorläufe 4 × 100 Meter Lagen: Vorläufe - Enrique Melo 4 × 100 Meter Freistil: 8. Platz 4 × 100 Meter Lagen: Vorläufe - José Pujol 4 × 100 Meter Freistil: 8. Platz | Frauen - Aurora Chamorro 100 Meter Schmetterling: Vorläufe - Nieves Panadell 200 Meter Brust: Vorläufe |

### Segeln
- Gerardo Seeliger
Finn-Dinghy: 28. Platz

- Ramón Balcells, Ramón Balcells Rodón & Juan Llort
Soling: 9. Platz

- Juan Carlos, Prinz von Borbón, Gonzalo Fernández de Córdoba y Larios & Félix Gancedo
Drachen: 15. Platz

### Turnen
| Männer - José Ginés Einzelmehrkampf: 96. Platz in der Qualifikation Boden: 36. Platz in der Qualifikation Pferd: 83. Platz in der Qualifikation Barren: 75. Platz in der Qualifikation Reck: 98. Platz in der Qualifikation Ringe: 106. Platz in der Qualifikation Seitpferd: 103. Platz in der Qualifikation - Agustín Sandoval Einzelmehrkampf: 91. Platz in der Qualifikation Boden: 87. Platz in der Qualifikation Pferd: 100. Platz in der Qualifikation Barren: 88. Platz in der Qualifikation Reck: 75. Platz in der Qualifikation Ringe: 98. Platz in der Qualifikation Seitpferd: 86. Platz in der Qualifikation - Cecilio Ugarte Einzelmehrkampf: 89. Platz in der Qualifikation Boden: 74. Platz in der Qualifikation Pferd: 54. Platz in der Qualifikation Barren: 81. Platz in der Qualifikation Reck: 99. Platz in der Qualifikation Ringe: 58. Platz in der Qualifikation Seitpferd: 94. Platz in der Qualifikation | Frauen - Pepita Sánchez Einzelmehrkampf: 112. Platz in der Qualifikation Boden: 90. Platz in der Qualifikation Pferd: 114. Platz in der Qualifikation Stufenbarren: 87. Platz in der Qualifikation Schwebebalken: 118. Platz in der Qualifikation |

### Wasserball
Männer
- 10. Platz

- Kader
Luis Bestit
Alfonso Cánovas
Salvador Franch
Enrique Guardia
Juan Jané
José Padrós
Poncio Puigdevall
Juan Rubio
Juan Sans
Gabriel Soler
Gaspart Ventura

### Wasserspringen
| Männer - Jorge Head Turmspringen: 34. Platz in der Qualifikation | Frauen - Carmen Belén Núñez Turmspringen: 25. Platz in der Qualifikation |